# Beata Mikołajczyk
Beata Mikołajczyk (* 15. Oktober 1985 in Bydgoszcz, Woiwodschaft Kujawien-Pommern) ist eine polnische Kanurennsportlerin und Teilnehmerin der Olympischen Spiele 2012 in London. Sie startet für den Club UKS Kopernik Bydgoszcz. Ihre Spezialdisziplin ist der 500-m-Sprint im K-1, K-2 und K-4, sie tritt aber auch über die Langdistanz 1000 m an. Sie hatte ihren ersten Start in der polnischen Nationalmannschaft im Juni 2001 bei einem internationalen Wettbewerb in Bochum.

## Karriere
Ihre größten Erfolge sind eine Silbermedaille bei den Olympischen Spielen in Peking 2008 im K-2 mit Aneta Konieczna und eine Bronzemedaille bei den Olympischen Spielen in London 2012 im K-2 mit Karolina Naja, jeweils über 500 m. Sowohl in Peking 2008 als auch in London 2012 verpasste sie mit der Mannschaft im K-4 über 500 m mit jeweils vierten Plätzen weitere olympische Medaillen.
Bei den Weltmeisterschaften 2011 in Szeged (Ungarn) wurde sie Dritte im K-2 über 500 m, bei den Weltmeisterschaften 2009 in Dartmouth (Kanada) gewann sie Gold.
Bei Europameisterschaften konnte sie im Jahr 2012 den Sieg in der Klasse K-2 über 1000 m erringen. Diesen Titel konnte sie bei den Europameisterschaften 2013 verteidigen, zudem gewann sie dort auch über 500 Meter im K-2 Gold.
Bei den Weltmeisterschaften 2013 in Duisburg holte sie im Zweier-Kajak mit Karolina Naja Silber über 200 Meter und Bronze über 500 Meter. Im Folgejahr bei den Weltmeisterschaften in Moskau wurden die beiden Dritte über 500 Meter. Außerdem gewann Beata Mikołajczyk eine Silbermedaille im Vierer-Kajak über 500 Meter mit Naja, Edyta Dzieneszewska und Marta Walczykiewicz.
Im Jahr 2020 beendete sie aus privaten Gründen ihre Karriere.

## Sonstiges
Beata Mikołajczyk studierte an der University of Economy, Bydgoszcz und erlangte den Hochschulabschluss in Recreation Management – Tourismus, sie wohnt in Lipniki (nahe Bydgoszcz).

## Auszeichnungen
Am 8. Oktober 2008 wurde sie für ihre sportlichen Leistungen auf Entscheidung des Präsidenten mit dem Verdienstkreuz der Republik Polen in Gold ausgezeichnet.